# Gaunt Street
Gaunt Street est une rue située à Elephant & Castle dans Southwark à Londres.

## Littérature
- La Foire aux vanités de William Makepeace Thackeray s'y déroule[1].